# Ошварт, Андреа
Андреа Ошварт (венг. Osvárt Andrea; род. 25 апреля 1979 года) — венгерская актриса, бывшая модель.

## Биография
Родилась в Будапеште, детство провела в городе Тамаши. Окончила начальную итальяно-венгерскую школу на итальянском языке. После школы поступила в Будапештский университет на факультет изобразительных искусств.
С 16 лет начала работать моделью. В 1996 году заняла второе место на общевенгерском конкурсе моделей «Взгляд года». Обосновалась в Будапеште, начала международную карьеру модели выезжая на показы по всему миру, параллельно снималась в рекламных роликах.
В начале 2000-х попробовала себя в роли актрисы, в 2001 году сыграла небольшую роль в фильме «Шпионские игры». После этого фильма сосредоточилась на актёрской работе. Окончила театральное училище в Будапеште, позже поступила в Международный театральное училище в Риме, которое закончила в 2003 году. С 2012 года снимается в сериале «Перевозчик».
Владеет венгерским, итальянским, английским, немецким и французским языками.

## Фильмография (избранная)
- 2000: Зараженный
- 2001: Шпионские игры
- 2009: Ничего личного
- 2009: Императрица Сиси[нем.] — Евгения Монтихо
- 2010: Начало конца
- 2010: Королевы свинга
- 2012-2013: Перевозчик
- 2013: Афтершок — Моника
- 2015: Разные миры — Элиза

## Призы и награды
- Golden Globes, Italy (2012)
- Silver Ribbons, Italy (2012)
- International Flaiano Awards (2011)
- Monte-Carlo Television Festival (2011)
- Filmspray (2009)
- Pro Urbe Tamási (2009)
- WIFI (Women In Film Italy) Award (2007)